# The Christmas EP
The Christmas EP è un EP di Enya, pubblicato il 4 novembre 1994.

## Tracce
1. Oíche Chiún (Silent Night)                3:45
2. As Baile 4:05
3. 'S Fágaim Mo Bhaile 3:57
4. Ebudæ 1:54
5. The Celts 2:55